# Endometritis
Endometritis es la inflamación sistemática del endometrio, que es la capa de mucosa que cubre la cavidad uterina. Es la localización más frecuente de la infección puerperal y suele manifestarse hacia el 30 - 50 día del puerperio.

## Etiología
La endometritis es habitualmente causada por una infección, destacando la clamidia, el gonococo, la salpingitis además de los casos de endometritis tuberculosa (relacionada con la tuberculosis) y la endometritis purulenta. 
Otros casos de endometritis se dan tras el parto o aborto, por la inserción de un DIU (dispositivo intrauterino) con funciones de prevención de embarazos o tras una operación u otra manipulación ginecológica.

## Subtipos
- Endometritis cervical o endocervicitis.
- Endometritis disecante o dismenorrea membranosa, caracterizada por la expulsión de fragmentos de membrana.
- Endometritis sincitial, una condición que se produce tras el embarazo, consistente en una lesión similar a un tumor benigno con infiltración de células sincitiales trofoblásticas. También se la denomina sincitioma.
- Endometritis tuberculosa, inflamación del endometrio debida a una infección por Mycobacterium tuberculosis, con presencia de tubérculos. Usualmente, los conductos uterinos también se encuentran afectados.

## Síntomas
Los síntomas más habituales son el malestar general, con inquietud o sensación de enfermedad, la fiebre entre moderada (37.7 °C) y alta (40 °C), el dolor pélvico o abdominal bajo (dolor uterino), el sangrado vaginal anormal, la secreción vaginal anormal con aumento de la cantidad de color, consistencia y olor inusuales, el malestar intestinal (que se puede presentar estreñimiento) y el abdomen distendido.
La paciente puede mostrar en el examen médico sensibilidad abdominal en el bajo abdomen y disminución de los sonidos intestinales. Además, puede presentar sensibilidad en el útero y en el cuello uterino, así como secreción vaginal.

## Tratamiento
Dependiendo de su causa, el tratamiento con antibióticos variará, incluyendo hospitalización en los casos más graves, como los que devienen tras un parto (por la debilidad de la paciente) o aquellos en los que se considere grave la infección. Además del tratamiento es muy importante que la paciente permanezca convenientemente hidratada y en reposo. En los casos de transmisión sexual se debe tratar también a la pareja sexual de la paciente o a las personas que hayan tenido relaciones con ella recientemente.
El pronóstico de los casos de endometritis es bastante favorable en los casos en los que es tratada con antibióticos, si bien puede complicarse si no se trata adecuadamente, llevando a casos de peritonitis pélvica (infección pélvica generalizada), formación de abscesos pélvicos o uterinos, septicemias y también infertilidad.